# Hajiabad-e Atashgah
Hajiabad-e Atashgah (persiska: حاجی‌آباد آتشگاه), eller bara Hajiabad (حاجی‌آباد), är en by i Iran. Den ligger i provinsen Semnan, i den norra delen av landet, 910 meter över havet.
Närmaste större samhälle är Garmsar, 6 km åt väster.